# Alfredo Arciero
Alfredo Arciero (* 1966 in Caserta) ist ein italienischer Filmschaffender.

## Leben
Arciero arbeitete als Regieassistent und Produktionssekretär, bevor er 1998 nach eigenen Drehbüchern den Kurzfilm Art of Noise und den Spielfilm Dio c’è, eine auf mäßiges Interesse stoßende Komödie, inszenierte. Auch für das Fernsehen war er als Szenenautor tätig. Mit Beginn des neuen Jahrtausends intensivierte er die Drehbucharbeit, bevor er 2007 mit Family Game auf den Regiestuhl zurückkehre.

## Filmografie
- 1998: Dio c'è
- 2007: Family Game
- 2017: Il viaggio